# Vịt bạc Appleyard
Vịt bạc Appleyard (tiếng Anh:Silver Appleyard) là một giống vịt phục vụ trong chăn nuôi có nguồn gốc từ Anh. Giống vịt này được lai tạo trong nửa đầu của thế kỷ 20 bởi Reginald Appleyard, với mục tiêu tạo ra một giống vịt hai mục đích có thể cung cấp cả số lượng thịt và nhiều trứng. Giống vịt này hiện đang lâm vào tình trạng cực kỳ nguy cấp.:141

## Lịch sử
Vịt bạc Appleyard được nuôi trong những năm 1930 tại Trang trại Priory Waterfowl gần Ixworth, ở Suffolk, bởi Reginald Appleyard, một chuyên gia lai tạo gia cầm, người cũng đã tạo ra giống gà Ixworth. Mục đích của ông trong việc tạo ra giống được mô tả trong một tờ rơi ông đưa ra sau khi kết thúc Chiến tranh thế giới thứ hai: để tạo ra một giống vịt trắng với một ngực sâu rộng, đẹp khi nhìn vào và sẽ đẻ trứng có màu trắng. Vào thời điểm tờ rơi được phát hành, vịt của ông đã giành được giải thưởng tại Triển lãm sữa ở London và tại Bethnal Green. Năm 1947, một cặp Vịt bạc Appleyard được vẽ bởi họa sĩ động vật Ernest George Wippell. Appleyard đã làm việc về sự phát triển và ổn định giống cho đến khi ông qua đời vào năm 1964, nhưng chưa bao giờ xuất bản một tiêu chuẩn. Khi tiêu chuẩn Vịt bạc Appleyard được soạn thảo vào năm 1982, nó dựa trên bức tranh của Wippell.